# Jay a Mlčenlivej Bob vrací úder
Jay a Mlčenlivej Bob vrací úder (též Jay a Mlčenlivý Bob vrací úder, v anglickém originále Jay and Silent Bob Strike Back) je americká filmová komedie z roku 2001 režiséra Kevina Smithe, který také napsal její scénář. V hlavních rolích se představili Jason Mewes, Kevin Smith, Shannon Elizabeth, Jason Lee, Ben Affleck, Will Ferrell, Eliza Dushku, Ali Larter a Chris Rock. Film popisuje příběh dvou titulních postav (Mewes, Smith), mladých mužů, kteří se snaží dostat z domácího New Jersey do Hollywoodu, aby překazili chystané natáčení filmu o komiksových superhrdinech. Jay a Bob posloužili pro tyto komiksové postavy coby předlohy a na základě ohlasů z internetu si mladíci myslí, že chystaný snímek jim pokazí image, kterou si doma vybudovali.
Režisér a scenárista Kevin Smith naplánoval tento film jako závěrečný v rámci své série pěti filmů „New Jersey Chronicles“, která začala roku 1994 snímkem Mladí muži za pultem. Natáčení bylo zahájeno v lednu 2001 a probíhalo do dubna 2001, rozpočet snímku činil 22 milionů dolarů. Do amerických kin byl film uveden 24. srpna 2001, celkové tržby dosáhly výše 33,8 milionu dolarů. V roce 2013 vznikl animovaný film Jay & Silent Bob's Super Groovy Cartoon Movie a roku 2019 byl natočen hraný film Jay a mlčenlivý Bob: Přeprc.
V Česku byl film uveden do kin 11. dubna 2002 pod názvem Jay a Mlčenlivej Bob vrací úder. S tímto titulem jej posléze vysílala i Česká televize. Na DVD byl roku 2008 vydán s názvem Jay a Mlčenlivý Bob vrací úder.

## Obsazení
| Jason Mewes         | Jay                                             |
| Kevin Smith         | mlčenlivý Bob                                   |
| Ben Affleck         | Holden McNeil a Ben Affleck                     |
| Jeff Anderson       | Randal Graves                                   |
| Jules Asner         | Jules Asner                                     |
| Diedrich Bader      | Gordon, člen ochranky studia                    |
| Marc Blucas         | „Fred“                                          |
| George Carlin       | stopař                                          |
| Wes Craven          | Wes Craven                                      |
| Matt Damon          | Matt Damon                                      |
| Shannen Doherty     | Shannen Doherty                                 |
| Eliza Dushku        | Sissy                                           |
| Shannon Elizabeth   | Justice                                         |
| Will Ferrell        | Willenholly, příslušník Veřejné ochrany přírody |
| Carrie Fisher       | jeptiška                                        |
| Mark Hamill         | Mark Hamill a hlas Scoobyho-Doo                 |
| Jamie Kennedy       | asistent režiséra                               |
| Steve Kmetko        | Steve Kmetko                                    |
| Ali Larter          | Chrissy                                         |
| Jason Lee           | Brodie Bruce a Banky Edwards                    |
| Tracy Morgan        | Pumpkin Escobar                                 |
| Judd Nelson         | šerif                                           |
| Brian O'Halloran    | Dante Hicks                                     |
| Chris Rock          | Chaka Luther King                               |
| Jennifer Schwalbach | Missy                                           |
| Seann William Scott | Brent                                           |
| Jon Stewart         | Reg Hartner                                     |
| Gus Van Sant        | Gus Van Sant                                    |
| Jason Biggs         | Jason Biggs                                     |
| James Van Der Beek  | James Van Der Beek                              |